# 多森成子

多森 成子（たもり せいこ）は、中京圏を拠点に活動するローカルタレント、気象予報士。気象キャスターネットワーク会員。三重県津市出身。三重テレビの番組に出演しており、三重県では「タモリさん」として親しまれている。

## 来歴
デビュー当時はCBCテレビの情報番組『ミックスパイください』で気象情報コーナーを担当していた。後に地元三重テレビの番組を中心に出演するようになり、同局の情報番組『エムテレ』への出演期間中に気象予報士の資格を取得した。
その三重テレビでは、全くの外部タレントであるにもかかわらず地上デジタル放送推進大使に任命されている。これは、2009年の時点で三重テレビの若手女性アナウンサーがサブ地デジ大使の山口未翼しか在籍していないことによる。外部タレントが地デジ大使になったケースは、他にはテレビ埼玉で本岡なり美とその後任の小田正実が務めたくらいである。もっとも、本岡はDpaのイベントに関わった関係から起用されたいきさつがある。小田は派遣アナウンサー身分である。
2000年代にはアリス・イン・ワンダーランドに所属していたが、2010年以降の所属事務所は不明。朝日新聞によれば、2013年現在ではフリーで活動しているとのことである。

## 出演

### テレビ番組
- ミックスパイください（CBCテレビ、気象情報コーナー担当）
- 三重テレビニュースウィズ（三重テレビ）
- エムテレ（三重テレビ、気象情報コーナー担当）
- 板東英二のここに住マッシュ! （テレビ愛知）
- ワクドキ!元気（三重テレビ）
- エムテレメッセ（三重テレビ、火曜・水曜・金曜キャスター）
- 元気発信!津（三重テレビ）
- Mieライブ（ミエライブ）（三重テレビ）